# Synagoga Anszei Emes w Kętach
Synagoga Anszei Emes w Kętach (z hebr. Mężowie Prawdy) – synagoga znajdująca się w Kętach przy ulicy Krakowskiej 2.
Synagoga została zbudowana około 1900 roku z inicjatywy stowarzyszenia Anszei Emes. Podczas II wojny światowej hitlerowcy zdewastowali wnętrze synagogi. Obecnie w budynku znajduje się siedziba prywatnego przedsiębiorstwa.
Murowany budynek synagogi wzniesiono na planie prostokąta. Z oryginalnej dekoracji zewnętrznej zachował się jedynie ozdobny fryz, biegnący u szczytu ścian. Większość otworów okiennych została zamurowana. Całość jest nakryta dachem dwuspadowym.